# Fallosstenen i Bredestad
Fallosstenen är ett fornminne i Bredestads socken. Den består av en drygt tre meter hög fallos-formad sten i granit och är placerad utanför Bredestads kyrka, i Aneby kommun i Jönköpings län. Fallosstenen står i sin tur lutad mot en knappt hälften så hög sten i kvartsit.
Stenen är unik i Småland, och är förmodligen rest till guden Frejs ära under den romerska järnåldern (cirka 300-talet e.Kr.) som en fruktbarhetssymbol. Stenen i Bredestad har en motsvarighet i fallosstenen i Rödsten i Grebo, Åtvidabergs kommun.
Strax väster om fallosstenen finns ett gravområde med en kvadratisk stensättning, två ytterligare resta stenar samt ett tjugotal gravar.